# کلیمن پرپلیچ
کلیمن پرپلیچ (زاده ۲۰ اکتبر ۱۹۹۲) یک بازیکن بسکتبال اهل اسلوونی است.